# Jacek Tomczak (szachista)
Jacek Tomczak (ur. 5 marca 1990 w Śremie) – polski szachista, arcymistrz od 2012 roku.

## Kariera szachowa
W szachy gra od szóstego roku życia. Pierwszy medal mistrzostw Polski wywalczył w roku 1996, zostając wicemistrzem kraju przedszkolaków. W tym samym roku zwyciężył również w mistrzostwach Europy w tej grupie wiekowej. Rok później zdobył w Jaworznie złoty medal mistrzostw Polski przedszkolaków. Kolejne tytuły mistrzowskie wywalczył w latach 2000 (w Kołobrzegu, w kategorii do lat 10), 2002 (Kołobrzeg, do lat 12), 2005 (Łeba, do lat 16) i 2006 (Łeba, do lat 16). W roku 2004 wywalczył w Turku brązowy medal w grupie do lat 14. W roku 2003 triumfował w otwartym turnieju w Polanicy-Zdroju (w grupie B). W wyjątkowo dla niego udanym roku 2006 zdobył w Batumi tytuł mistrza świata juniorów do lat 16. Oprócz tego trzykrotnie wypełnił (na turniejach w Cappelle-la-Grande, Barlinku i Rewalu) normy na tytuł mistrza międzynarodowego. W roku 2007 zadebiutował w finale mistrzostw Polski seniorów, rozegranym w Opolu – zajmując XII miejsce. W 2008 r. zdobył tytuły mistrza Polski do lat 18 oraz 20. W 2009 r. odniósł duży sukces, dzieląc IV-VI m. (za Siergiejem Tiwiakowem, Wadimem Małachatko i Wołodymyrem Bakłanem, wspólnie z Danielem Fridmanem i Mateuszem Bartlem) w otwartym międzynarodowym turnieju Klubu Polonia Wrocław we Wrocławiu, zdobywając pierwszą normę na tytuł arcymistrza. W tym samym roku zwyciężył w rozegranym w Policach turnieju pamięci Tadeusza Gniota, sukces ten powtarzając w 2010 roku. Również w 2010 r. wypełnił drugą normę arcymistrzowską, podczas rozegranych w Chotowej mistrzostwach świata juniorów do 20 lat, w których zajął VIII miejsce. Na przełomie 2011 i 2012 r. zwyciężył (wspólnie z Aleksiejem Gawryłowem) w cyklicznym turnieju Cracovia w Krakowie (wypełniając trzecią normę na tytuł arcymistrza). W 2013 r. zdobył brązowy medal (w klasyfikacji drużynowej) letniej uniwersjady w Kazaniu oraz zwyciężył w otwartym turnieju w Poznaniu. W 2015 r. zdobył w Poznaniu brązowy medal indywidualnych mistrzostw Polski.
Reprezentował Polskę w turniejach drużynowych, m.in.:  na olimpiadzie szachowej (w roku 2018),  na drużynowych mistrzostwach Europy (w roku 2013) oraz  na drużynowych mistrzostwach Europy juniorów do 18 lat (w roku 2008), zdobywając wspólnie z drużyną złoty medal.
Najwyższy ranking w dotychczasowej karierze osiągnął 1 marca 2019 r., z wynikiem 2635 punktów i zajmował wówczas 3. miejsce wśród polskich szachistów.